# Maria Koningin van de Vredekerk (Weiteveen)
De Maria Koningin van de Vredekerk is een katholieke kerk in het Drentse dorp Weiteveen. De kerk is gebouwd direct na het einde van de Eerste Wereldoorlog, de naam verwijst daarnaar. Het gebouw werd ontworpen door de Groninger architect A.Th. van Elmpt. Het is een provinciaal monument.
Weiteveen ontstond rond 1900 als een boekweitkolonie. De eerste bewoners waren afkomstig uit het aangrenzende Eemsland en katholiek. Voor hun zielzorg benoemde het aartsbisdom Utrecht pastoor Petrus Johannes Veltman die zich een waarlijk bouwpastoor toonde. Naast de kerk verrees een pastorie en een zusterhuis, beiden ook provinciaal monument. Enkele honderden meters verderop ligt het Kerkhof O.L.V. Koningin van de Vrede.
De kerk is een eenvoudige zaalkerk met een rechthoekige apsis. De zijden bestaan uit vier traveën met steunberen. Iedere travee bevat drie spitsboogvensters. Aan de voorzijde is een rechthoekig portaal aangebracht met, net als de kerk zelf, een zadeldak van oranje pannen. De oorspronkelijke kerk is in 1972 uitgebouwd.
Naast de kerk staan twee klokkenstoelen.